# Мексикано-мьянманские отношения
Мексикано-мьянманские отношения — двусторонние дипломатические отношения между Мексикой и Мьянмой. Страны являются членами Организации Объединённых Наций.

## История
1 октября 1976 года были установлены дипломатические отношения между странами. Контакты осуществлялись в основном в рамках многосторонних форумов. В октябре 1993 года министр иностранных дел Бирмы Он Гьяу посетил Мексику в сопровождении правительственной делегации, в которую входил постоянный представитель при Организации Объединённых Наций и по совместительству посол в Мексике Чжо Мин. В ноябре 2010 года правительство Мьянмы направило делегацию из трёх человек для участия в конференции Организации Объединённых Наций по изменению климата в Канкуне .
В сентябре 2016 года президент Мексики Энрике Пенья Ньето провёл встречу с государственным советником Мьянмы Аун Сан Су Чжи в Нью-Йорке, что стало первой встречей на высоком уровне между странами за четыре десятилетия. Во время встречи президент Мексики Энрике Пенья Ньето подтвердил поддержку политическому диалогу на высоком уровне с Мьянмой и сближению между двумя странами, что позволяет выявить конкретные инициативы для развития. В 2017 году Мексика открыла почётное консульство в Янгоне.

## Дипломатические миссии
- Интересы Мексики в Мьянме представлены через посольство в Сингапуре; имеется почётное консульство в Янгоне[5].
- Интересы Мьянмы в Мексике представлены через постоянное представительство при Организации Объединённых Наций в Нью-Йорке[6].